# Kirche San Sebastián (Toledo)

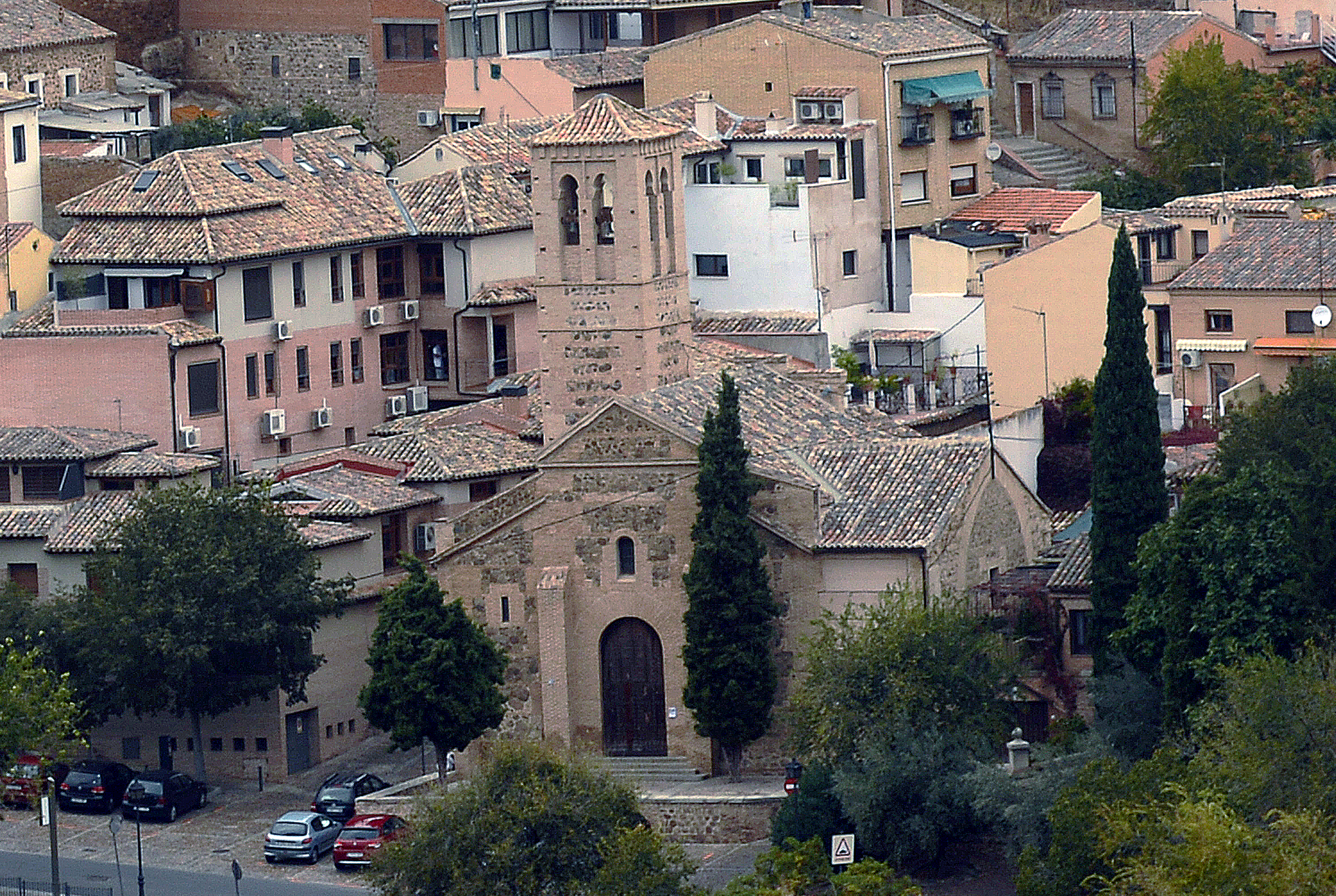
Kirche San Sebastian, Toledo

Die katholische Kirche San Sebastian in der spanischen Stadt Toledo, Kastilien-La Mancha, ist eine der ältesten Kirchen der Stadt und dient heute als Museum und Konzertsaal.

## Geschichte
Sie wurde im 10. Jahrhundert an der Stelle der Moschee Al-Dabbagin errichtet, die ihren Namen dem ehemaligen Stadttor „Bab-al-Dabbagin“, spanisch „Puerta de los Curtidores“, deutsch: „Gerbertor“, verdankt. 1085 zählte die Kirche zu den sechs Pfarreien Toledos der mozarabischen Liturgie, auch altspanische Liturgie genannt. Die architektonische Rekonstruktion stammt aus dem späten 12. oder 13. Jahrhundert.
Die Kirche, wie sie heute noch erhalten ist, zeigt die Merkmale des Mudéjar-Baustils mit reichen arabischen Verzierungen. Der Turm der Kirche weist Merkmale des ehemaligen Minaretts auf und stammt aus dem 15. Jahrhundert.

## Museum und Konzertsaal
Vor kurzem restauriert, steht die Kirche unter der Schirmherrschaft des Konsortiums von Toledo, und wird für Ausstellungen und Konzerte genutzt.

2017 wurde die Ausstellung „Sin pena ni gloria“ von der in Cádiz geborenen Künstlerin Lita Mora gezeigt, im selben Jahr fand dort die IV Konferenz für Musik und Kulturerbe statt. 2018 zeigt das Konsortium von Toledo dort die Werke von Daniel Garbade in der Ausstellung „Im Bett mit Greco und Picasso“.

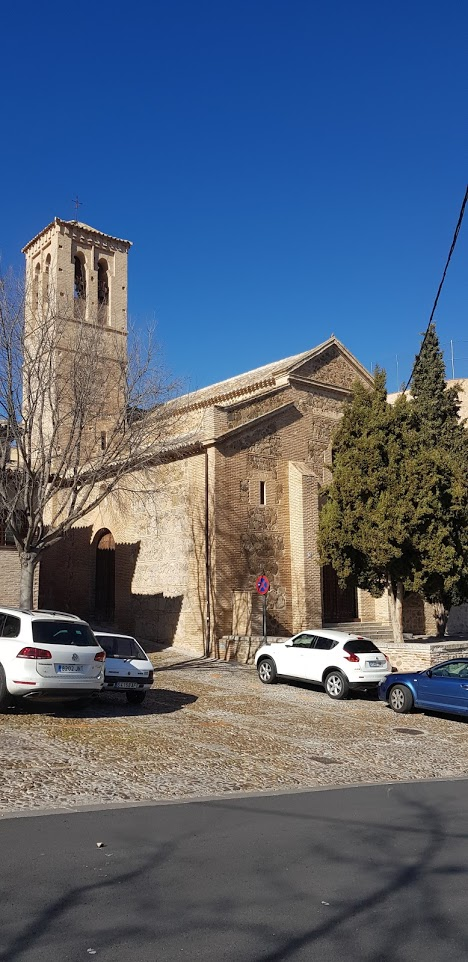
Kirche San Sebastian mit Turm
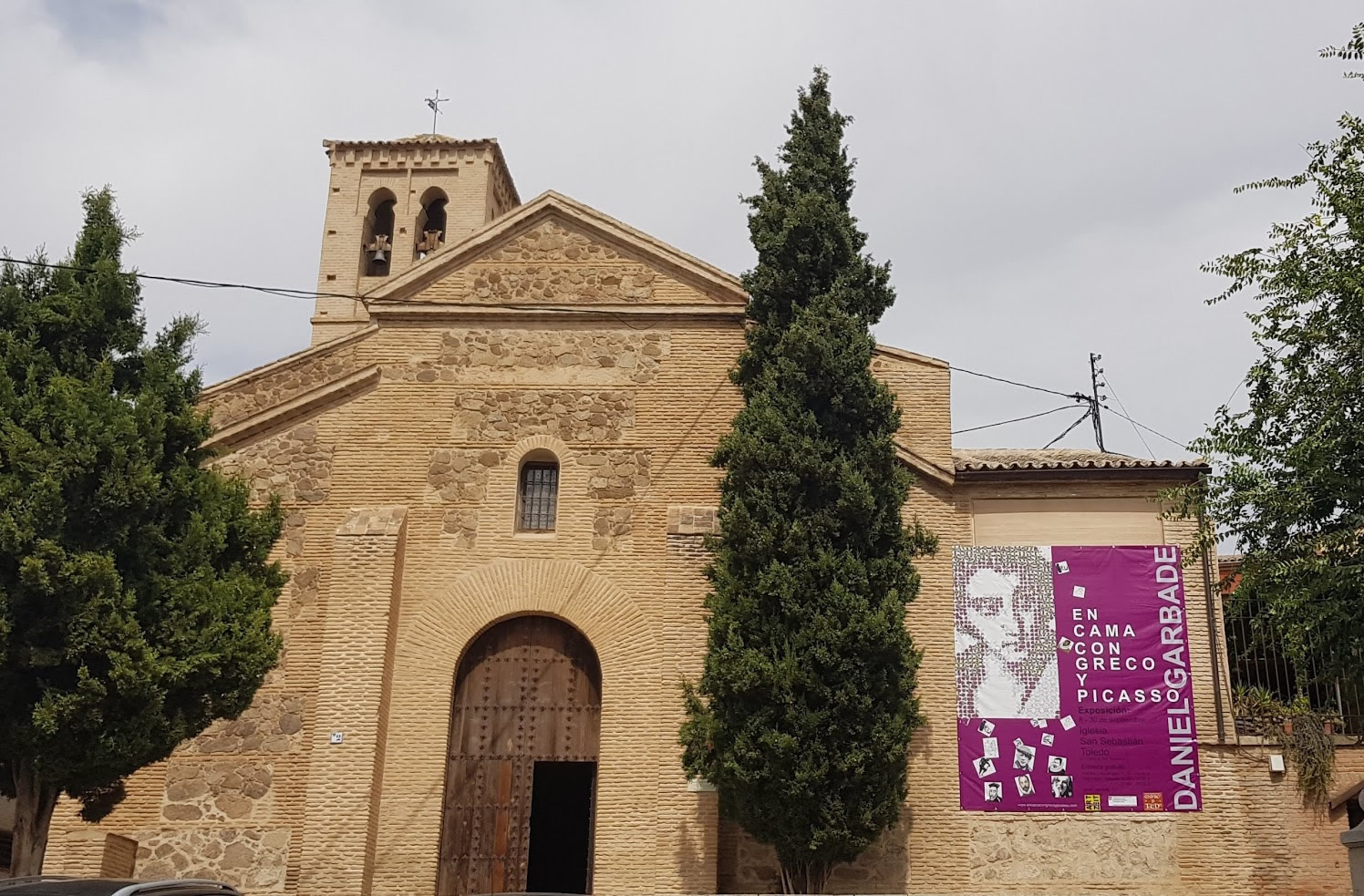
Eingang
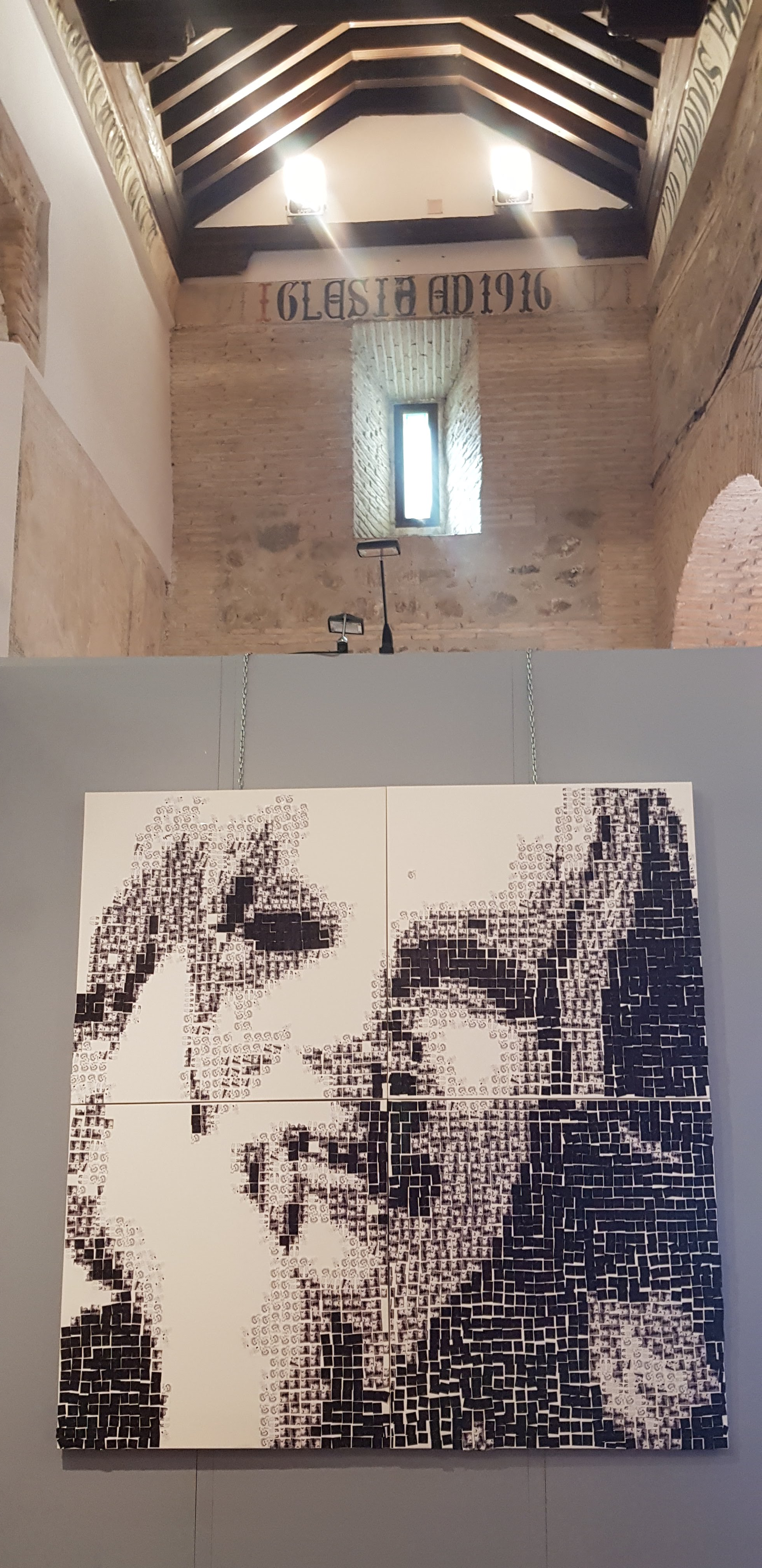
Ausstellungen
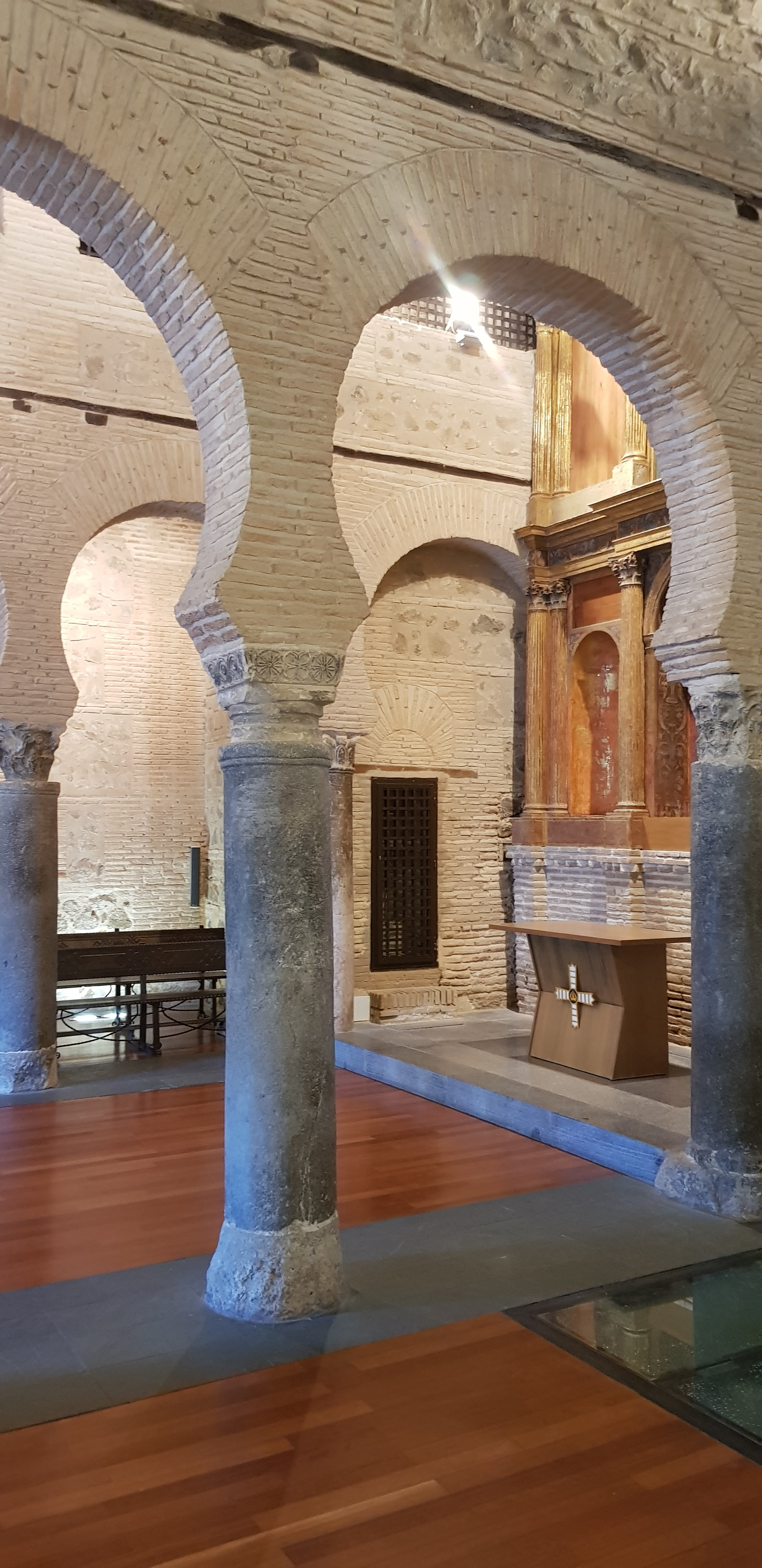
Mittelschiff mit Altar
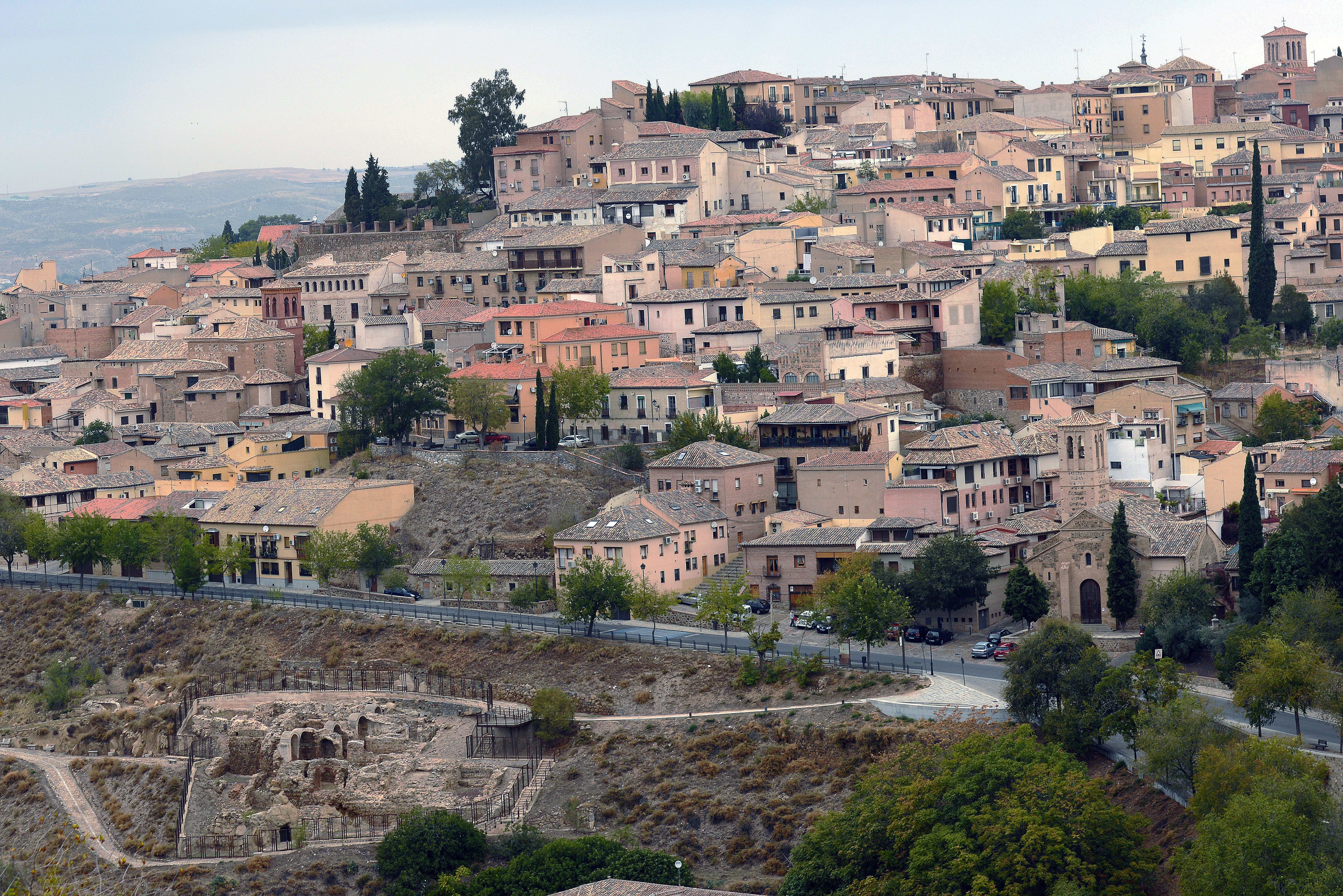
Lage der Kirche San Sebastián in Toledo